# Idioteque
"Idioteque" é uma canção da banda de rock britânica Radiohead de seu quarto álbum de estúdio, Kid A, lançado em 2000.
“Idioteque” foi considerada uma das melhores músicas da década pela Pitchfork e pela Rolling Stone. Em 2021, a Rolling Stone a classificou em 48º lugar em sua lista das “500 melhores músicas de todos os tempos”.

## Visão geral
Esse álbum, que incorpora batidas de techno, é um dos trabalhos mais conhecidos do Radiohead, com elementos rítmicos e cativantes em meio às músicas mais experimentais de Kid A.
Apresentações ao vivo foram incluídas no EP I May Be Wrong: Live Recordings, de 2001. Também foi incluída no álbum de melhores momentos de 2008, The Best Of.

## Produção
O filme começou com um ritmo criado por Jonny Greenwood em um sintetizador modular. Sentindo que “o caos era necessário”, Johnny gravou 50 minutos de improvisação, explorando sons acidentais e fazendo experimentos com amostragem, dos quais Thom Yorke tirou sequências curtas e escreveu músicas. Thom Yorke disse: 'O quê? mas havia definitivamente uma seção de 40 segundos que era genial, então eu a cortei”.
A letra, assim como o restante da letra de Kid A, foi escrita colocando frases picotadas em um chapéu e retirando-as aleatoriamente; no segundo refrão, a música foi arranjada para ser cantada em tempo de cinco quartos como “the first of the children”, uma dissonância em relação ao refrão original em tempo de quatro quartos.
As frases do sintetizador de quatro acordes foram sampleadas da música de computador “mild und leise” do compositor americano Paul Lansky. A música apareceu na compilação First Recordings - Electronic Music Winners, de 1975, que foi descoberta por Greenwood em uma loja de discos de segunda mão durante a turnê do Radiohead nos EUA. Lansky considerou o sampleamento “imaginativo e original” e disse em um ensaio que ele mesmo havia “sampleado a progressão de acordes usando acordes de Tristan” porque ele havia “sampleado a progressão de acordes usando acordes de Tristan”. Ele também sampleou partes da música “Electronic Music Winners”, do professor de música do Connecticut College, Arthur Kreiger.